# Парламентские выборы в Тринидаде и Тобаго (1925)
Парламентские выборы в Тринидаде и Тобаго проходили 7 февраля 1925 года. Они стали первыми парламентскими выборами в Тринидаде и Тобаго. На них избирались 7 депутатов Законодательного совета.

## Контекст
Исполнительный и законодательный совет в Тринидаде и Тобаго был создан в 1831 году, но он был полностью назначаемым органом. В июле 1921 года городской совет Сан-Фернандо созвал открытое собрание в библиотеке Карнеги, который единодушно высказался за образование выборного представительства. Аналогичные требования впоследствии поступили от городских советов Аримы и Порт-оф-Спейн. В течение нескольких лет британские власти согласились на создание частично избрираемого Законодательный совет, хотя избирательные права были ограничены.

## Избирательная система
Реформированный Законодательный совет состоял из 12 официальных членов (государственных служащих), шести назначенных членов, семи избираемых членов и губернатора, который был спикером Совета. Семь выборных членов Совета избирались по семи одномандатным округам.
Избирательными правами обладали только владельцы собственности в своём избирательном округе с оценочной стоимостью $60 (или владели недвижимостью в другом месте с оценочной стоимостью $48) и арендаторы или жильцы, которые платили те же суммы в виде арендной платы. Избирательный возраст был установлен в 21 год для мужчин и 30 лет для женщин. Избиратели должны были понимать разговорный английский. Любой, кто получал пособие по бедности в течение последних шести месяцев до дня голосования лишались права участвовать в голосовании. В результате таких ограничений только 6 % населения Тринидада и Тобаго имели право голосовать.
Ограничения в отношении кандидатов в депутаты были ещё более строгими: кандидатом мог быть только мужчина, который жил в этом избирательном округе, хорошо владеющий английским языком и имеющий имущества на сумму не менее $12 000 или же имуществом, с которого он получал не менее $960 в год за аренду. Для кандидатов, которые не проживали в своём избирательном округе по крайней мере год, стоимость необходимой недвижимости удваивалась.

## Результаты
Явка избирателей составила около 29 %, два избирательных округа были безальтернативными с единственным кандидатом. Три из семи избранных депутатов — Артур Эндрю Киприани, Чарльз Генри Пьер и Альберт Виктори Столлмейер — были поддержаны Ассоциацией рабочих Тринидада, как и проигравший кандидат в Тобаго, Исаак Хоуп. Остальные избранные кандидаты были независимые.